# Шах Роман Юрійович
Роман Юрійович Шах (нар. 16 жовтня 1932, Рясне-Руське) — український майстер художнього скла; заслужений художник УРСР з 1983 року.

## Біографія
Народився 16 жовтня 1932 року в селі Рясному-Руському (тепер Яворівський район Львівської області, Україна). 1957 року закінчив Львівське училище прикладного та декоративного мистецтва. Працював на львівській склофірмі «Райдуга».

## Творчість
Створює зразки посуду (переважно з кришталю) для серійного виробництва; келихи, вази:
- «Богатир» (1970);
- «Кришталеве руно» (1970);
- «Олімпіада» (1979);
- «Із глибин віків. 1500-річчя Києва» (1982).

Техніка декорування виробів — глибока алмазна грань.
Роботи зберігаються в Музеї українського народного декоративного мистецтва в Києві, Музеї етнографії та художнього промислу у Львові.